# 矢口哲朗
矢口 哲朗（やぐち てつお、1981年2月18日 - ）は、埼玉県川越市出身の元プロ野球選手（投手）。

## 来歴・人物
大宮東高（同級生高地系治と現在も親友）では1年上の投手に酒井泰志がいた。3年夏は東埼玉大会準決勝で優勝した埼玉栄に敗れた。1998年にドラフト6位で中日ドラゴンズに入団。
1年目は体力づくりに励み、2年目に二軍で10勝を挙げウエスタン・リーグ制覇に貢献しファーム日本選手権で先発勝利した。一軍初登板も経験し、将来の先発の柱として期待された。二軍でのエース級の活躍、川上憲伸のような力強いフォームや容姿端麗であることから、人気が高かった。
だが、一軍では登板機会を与えられず結果を残すことができなかった。3年目の2002年には再び二軍で10勝を挙げ、ウエスタン・リーグ最多勝投手となっている。
2003年に肘を故障して手術。フォームをサイドスローに変更するも、成績が伸び悩む。バッティングセンスもあることから野手転向案もあったが、怪我の度合が深刻であったため、2005年オフに戦力外通告を言い渡された。
その容姿端麗さは中日ファンに限らず人気があったことから、芸能界からもオファーがあった。しかし野球にこだわり続け、合同トライアウトを受験したが、どこの球団からも誘いが無く引退した。引退後も中日に残り、2006年は打撃投手、2007年からはスコアラーに配置転換された。2009年末をもってチームを退団した。
後に愛知県の額田郡幸田町の幸田ボーイズで監督を務めている。

## 詳細情報

### 年度別投手成績
| 年 度     | 球 団     | 登 板 | 先 発 | 完 投 | 完 封 | 無 四 球 | 勝 利 | 敗 戦 | セ 丨 ブ | ホ 丨 ル ド | 勝 率 | 打 者 | 投 球 回 | 被 安 打 | 被 本 塁 打 | 与 四 球 | 敬 遠 | 与 死 球 | 奪 三 振 | 暴 投 | ボ 丨 ク | 失 点 | 自 責 点 | 防 御 率 | W H I P |
| --------- | --------- | ----- | ----- | ----- | ----- | -------- | ----- | ----- | -------- | ----------- | ----- | ----- | -------- | -------- | ----------- | -------- | ----- | -------- | -------- | ----- | -------- | ----- | -------- | -------- | ------- |
| 2000      | 中日      | 2     | 2     | 0     | 0     | 0        | 0     | 0     | 0        | --          | ----  | 36    | 7.0      | 13       | 3           | 2        | 0     | 0        | 6        | 0     | 0        | 6     | 6        | 7.71     | 2.14    |
| 2002      | 中日      | 2     | 0     | 0     | 0     | 0        | 0     | 0     | 0        | --          | ----  | 13    | 2.2      | 5        | 1           | 1        | 1     | 0        | 1        | 0     | 0        | 2     | 2        | 6.75     | 2.25    |
| 通算：2年 | 通算：2年 | 4     | 2     | 0     | 0     | 0        | 0     | 0     | 0        | --          | ----  | 49    | 9.2      | 18       | 4           | 3        | 1     | 0        | 7        | 0     | 0        | 8     | 8        | 7.45     | 2.17    |

### 記録
- 初登板・初先発：2000年9月21日、対横浜ベイスターズ21回戦（横浜スタジアム）、3回1/3を2失点
- 初奪三振：同上、2回裏に谷繁元信から空振り三振

### 背番号
- 61（1999年 - 2005年）
- 117（2006年）